# جيغ يونغ
جيغ يونغ (بالإنجليزية: Gig Young)‏، (ولد: 4 نوفمبر 1913، توفي: 19 أكتوبر 1978)، كان ممثل مسرحي وتلفزيوني أمريكي. فاز بجائزة الأوسكار عن أداءه في فيلم هم يقتلون الخيول، أليس كذلك ؟ (1969).
في 19 أكتوبر 1978 قام يونغ بإطلاق النار وقتل زوجته كيم شميت البالغة من العمر 31 سنة، ثم قام بالانتحار بعد ذلك.

## روابط خارجية
- جيغ يونغ على موقع IMDb (الإنجليزية)
- جيغ يونغ على موقع الموسوعة البريطانية (الإنجليزية)
- جيغ يونغ على موقع ألو سيني (الفرنسية)
- جيغ يونغ على موقع تيرنر كلاسيك موفيز (الإنجليزية)
- جيغ يونغ على موقع أول موفي (الإنجليزية)
- جيغ يونغ على موقع قاعدة بيانات برودواي على الإنترنت (الإنجليزية)
- جيغ يونغ على موقع قاعدة بيانات الأفلام السويدية (السويدية)
- جيغ يونغ على موقع إن إن دي بي (الإنجليزية)
- جيغ يونغ على موقع قاعدة بيانات الفيلم (الإنجليزية)
- جيغ يونغ على موقع كينوبويسك (الروسية)